# UDE
Ude is een historisch merk van motorfietsen.
De bedrijfsnaam was F.W. Ude, Fahrzeugbau, Bielefeld, Noordrijn-Westfalen (1924-1925).
Ude was een Duits merk dat ketting- en riemaandrijving toepaste op zijn motorfietsen met 249 cc eencilinder-tweetaktmotor.
Ude kende slechts een kleine productie en kon haar motorfietsen alleen in de eigen regio verkopen. Toen in 1925 ruim 150 van deze kleine Duitse merken van de markt verdwenen, was Ude er een van. 